# ديزو فولدز
ديزو فولدز (بالمجرية: Földes Dezső)‏ هو مبارز بالسيف مجري، ولد في 30 ديسمبر 1880 في ميشكولتس في المجر، وتوفي في 27 مارس 1950 في كليفلاند في الولايات المتحدة.

## وصلات خارجية
- ديزو فولدز على موقع اللجنة الأولمبية الدولية (الإنجليزية)
- ديزو فولدز على موقع أوليمبيديا (الإنجليزية)
- ديزو فولدز على موقع اللجنة الأولمبية المجرية (الهنغارية)